# Garth Tander

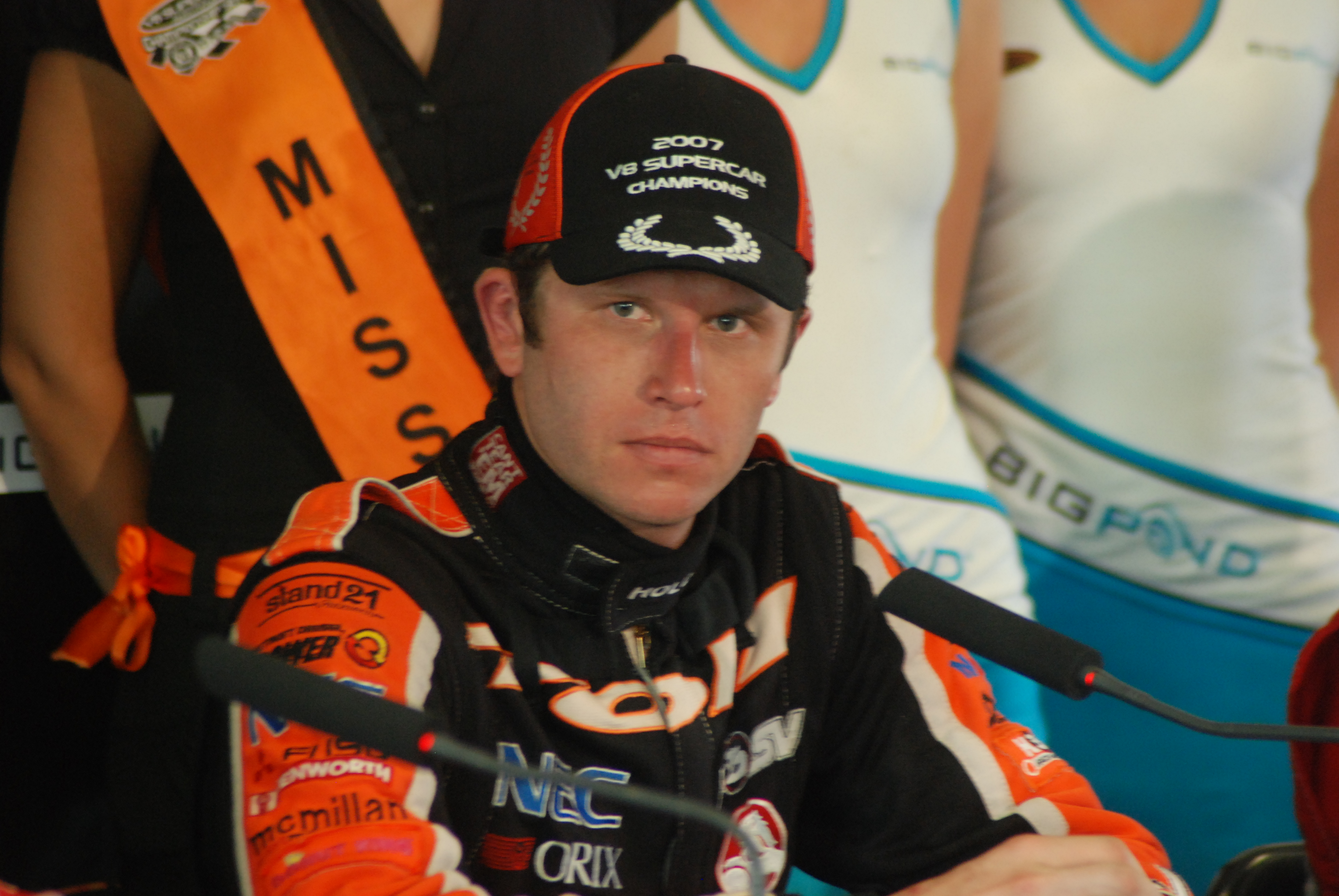
Garth Tander fotografiado en 2007

Garth Tander (31 de marzo de 1977, Perth, Australia) es un piloto de automovilismo australiano que ha triunfado en turismos a nivel nacional. Fue campeón del V8 Supercars en 2007, segundo en 2000, tercero en 2008 y 2009, cuarto en 2006, quinto en 1999, 2010 y 2011, y sexto en 2005 y 2015. Ha ganado 52 carreras, y ha obtenido victorias en 19 fechas y podios en 57. En los 1000 km de Bathurst, ganó tres veces en 2000, 2009 y 2011, y llegó tercero en 2010.

## Inicios y Garry Rogers
Tander obtuvo siete títulos estatales de karting y un título australiano. En 1996 disputó la Fórmula Ford Australiana, y en 1997 fue campeón ante Marcos Ambrose con siete victorias en 16 carreras.
En 1998, el piloto cambió los monoplazas por los turismos, y fichó por el equipo de Garry Rogers para debutar a los 21 años el Campeonato Australiano de Turismos (luego V8 Supercars). Al volante de un Holden Commodore número 34, concluyó 14º sin podios. En 1999, ganó una fecha y consiguió cinco podios en 13, de modo que alcanzó la quinta colocación en el campeonato.
Tander disputó el título 2000 frente a Mark Skaife. Obtuvo victorias en tres fechas, entre ellas los 1000 km de Bathurst junto a su compañero de equipo Jason Bargwanna, y podios en cinco. No obstante, Skaife lo superó en puntos y Tander quedó como subcampeón.
Los siguientes cuatro años, Tander no ganó ninguna carrera del V8 Supercars y obtuvo solamente siete podios en más de 100 carreras. Resultó décimo en 2001 y 2002, 12º en 2003, y 11º en 2004, tras lo cual dejó el equipo. También disputó las 24 Horas de Bathurst con un Holden Monaro del equipo de Garry Rogers, resultando ganador en 2002 y segundo en 2003.

## HSV Dealer Team
En 2005, el piloto dejó el equipo de Garry Rogers e ingresó a HSV Dealer Team, el equipo satélite de Walkinshaw. Con su Holden Commodore número 16, tuvo malos resultados en las primeras cinco fechas, pero luego consiguió cuatro victorias, ocho podios y 14 top 5 en las 17 carreras restantes. De este modo, pudo remontar hasta la sexta posición final.
Tander acumuló siete victorias y 13 podios en el V8 Supercars 2006, con lo cual terminó cuarto en el campeonato por detrás de Rick Kelly, Craig Lowndes y Mark Winterbottom. Curiosamente, disputó los 1000 km de Bathurst para el equipo Holden Racing Team, acompañando a Mark Skaife en su Holden Commodore número 2, pero abandonó.
Continuando en el equipo HSV Dealer Team, obtuvo 15 victorias en 37 carreras de la temporada 2007. Sin embargo, Jamie Whincup consiguió 20 podios, y ganó los 1000 km de Bathurst mientras que Tander abandonó. Este finalmente obtuvo el título ante Whincup por apenas dos puntos de ventaja.

## Holden Racing Team
En 2008, Tander pasó al Holden Racing Team, el equipo oficial de Holden en el V8 Supercars. Cosechó ocho victorias y 20 podios en 38 carreras, pero terminó tercero en el clasificador general, por detrás de Whincup (con 15 victorias) y Winterbottom.
El piloto logró seis victorias y 15 podios en las 29 carreras de 2009, destacándose su segunda victoria en los 1000 km de Bathurst, corriendo junto a su compañero de equipo Will Davison. Nuevamente culminó el año en la tercera posición, en este caso siendo superado por Whincup y Davison.
Tander consiguió tres victorias y diez podios con Holden en 2010, por lo que resultó quinto en el campeonato. En Bathurst terminó tercero, acompañado de Cameron McConville. La temporada 2011 fue similar, ya que quedó quinto en el campeonato con tres victorias y nueve podios. En cambio, venció por tercera vez en los 1000 km de Bathurst junto a Nick Percat.
En su quinta temporada como piloto oficial de Holden, Tander tuvo en 2012 su peor temporada desde 2004, ya que no ganó ninguna carrera y logró solamente cinco podios. Terminó séptimo en el campeonato, mejorando el décimo de su compañero de equipo James Courtney.
En 2013, el piloto obtuvo dos victorias, cinco podios y 12 top 5 en 36 carreras con su Holden Commodore, quedando así octavo en el campeonato.
Tander obtuvo en 2014 una victoria, cinco segundos puestos y un tercer puesto en los 500 km de Sandown. Con 12 top 5 en 38 carreras, se colocó noveno en la clasificación final.
El piloto siguió con el equipo oficial Holden en 2015. Consiguió tres terceros puestos, uno de ellos en los 1000 km de Bathurst, y 11 top 5 en 36 carreras, obteniendo así el sexto puesto de campeonato.
En 2016 triunfó en los 500 km de Sandown y obtuvo cuatro podios en total, colocándose noveno en la tabla general.

## Segunda etapa en Garry Rogers
Para la temporada 2017 del Campeonato Australiano de Supercars, Walkinshaw perdió el apoyo oficial de Holden, por lo que Tander retornó al equipo de Garry Rogers, siempre pilotando un Holden Commodore. El piloto consiguió solamente un podio en 26 carreras, de modo que se ubicó noveno en el campeonato.
En 2018 obtuvo nuevamente un podio, y se colocó 13º en la clasificación general.

## Resultados

### TCR Australia Touring Car Series
| Año  | Equipo                       | Auto                    | 1   | 2   | 3   | 4   | 5   | 6   | 7     | 8     | 9     | 10  | 11  | 12  | 13     | 14     | 15     | 16  | 17  | 18  | 19     | 20     | 21     | Pos. | Pts. |
| ---- | ---------------------------- | ----------------------- | --- | --- | --- | --- | --- | --- | ----- | ----- | ----- | --- | --- | --- | ------ | ------ | ------ | --- | --- | --- | ------ | ------ | ------ | ---- | ---- |
| 2019 |                              |                         | SYD | SYD | SYD | PHI | PHI | PHI | TBE I | TBE I | TBE I | QLD | QLD | QLD | WIN    | WIN    | WIN    | SND | SND | SND | TBE II | TBE II | TBE II | 10.º | 286  |
| 2019 | Melbourne Performance Centre | Audi RS3 LMS TCR (2017) |     |     |     | 10  | Ret | 4   | 1     | 2     | 2     |     |     |     |        |        |        | 4   | 2   | 2   |        |        |        | 10.º | 286  |
| 2021 |                              |                         | SYM | SYM | SYM | PHI | PHI | PHI | BAT I | BAT I | BAT I | SYD | SYD | SYD | BAT II | BAT II | BAT II |     |     |     |        |        |        | 21.º | 110  |
| 2021 | Melbourne Performance Centre | Audi RS3 LMS TCR (2017) |     |     |     |     |     |     | 3     | 3     | 4     |     |     |     |        |        |        |     |     |     |        |        |        | 21.º | 110  |